# Przeźmierka
Przeźmierka (także: Kanał Swadzimski) – ciek na terenie gminy Tarnowo Podgórne i Poznania, na Pojezierzu Poznańskim.

## Charakterystyka
Obszar źródliskowy znajduje się na zachód od Baranowa, na podmokłych łąkach. Ciek kieruje się na północny zachód i opływa od południa Chyby. Powyżej Chyb wpływa w granice Poznania i skręca na wschód. Uchodzi do Jeziora Kierskiego na północ od Wielkiego (pośrednio jest lewym dopływem Samicy Kierskiej). Przepływa pod drogą wojewódzką nr 184. Przy drodze (na zachód od niej) istnieje niewielki, bezimienny zbiornik wodny. Dwa stawy zlokalizowane są też w parku w Wielkiem. Posiada dopływ – Baranówkę, a także przyjmuje liczne rowy melioracyjne.
Obszar zlewni Przeźmierki pokryty jest osadami zlodowacenia północnopolskiego (bałtyckiego). Otoczenie stanowią użytki rolne i niewielkie zadrzewienia śródpolne. W związku z tym występują tu biocenozy pochodzenia antropogenicznego o ubogim składzie gatunkowym (rośliny uprawne i towarzyszące im chwasty). Wśród zadrzewień występuje głównie bez czarny i śliwa tarnina. W zakresie fauny spotkać można przede wszystkim mało wymagające gatunki, zwłaszcza bezkręgowce i gryzonie, żerujące na uprawach. W rowach melioracyjnych żyją zwierzęta związane ze środowiskiem wód stojących lub wolno płynących – ryby, płazy i owady. Zalatują tu ptaki migrujące, np. myszołów zwyczajny czy błotniak stawowy, a także zachodzą większe ssaki, głównie sarny.
Wody Przeźmierki zaliczono do klasy V (m.in. podwyższony jest poziom cynku). Średnia temperatura cieku (mierzona w Wielkiem) wynosi 10,2 stopnia (minimalna – 1 stopień, maksymalna – 19 stopni).